# MEMZ
El virus MEMZ es un malware en forma de troyano hecho para Microsoft Windows.
MEMZ fue creado originalmente por Leurak para la serie Viewer-Made Malware de un YouTuber conocido como danooct1. Más tarde fue presentado por Joel, un miembro del grupo de transmisión en vivo Vinesauce, quien demostró el troyano en acción contra una máquina virtual con Windows 10, después de que danooct1 le proporcionó una copia. El virus ganó notoriedad por sus cargas útiles, únicas y complejas, que se activan automáticamente una tras otra, algunas con retraso. Ejemplos de cargas incluyen mover aleatoriamente ligeramente el cursor del mouse e interponer imágenes de advertencia y error, abrir búsquedas satíricas de Google como "cómo enviarle un virus a tu amigo" en el navegador web del usuario y abrir varios programas de Microsoft Windows de forma aleatoria (como la calculadora o el símbolo del sistema), tomar capturas de pantalla y aplicarlas en el escritorio, que con el tiempo aumenta su velocidad hasta obtener un efecto de cascada y tornar los colores al inverso. Muchas partes del virus se basan en memes de Internet; por ejemplo, el virus sobrescribe el sector de arranqueque dice "you have trashed by the memz trojan now enjoy the nyan cat" con una animación de Nyan Cat.